# Chirbury
Chirbury est un village du Shropshire, en Angleterre. Il constitue la majeure partie de la paroisse civile de Chirbury with Brompton (914 habitants en 2001, dont 348 à Chirbury).
Chirbury est situé à une trentaine de kilomètres au sud-ouest de Shrewsbury, non loin de la frontière du pays de Galles et de la digue d'Offa. Son nom en gallois est Llanffynhonwen.
L'histoire de Chirbury débute en 915, lorsque la dame de Mercie Æthelflæd fonde un fort à Cyricbyrig. Le nom devient Cireberie dans le Domesday Book. L'église du village, qui remonte pour l'essentiel au XIIe siècle, abrite un prieuré bénédictin de 1227 jusqu'à la Dissolution des monastères, en 1535.